# Professionalniy Futbolniy Klub Sokol
O PFK Sokol Saratov é um clube de futebol da Rússia na cidade de Saratov. Disputa atualmente a Russian Football National League.

## Histórico
- 1930 : fundação do Dinamo Saratov
- 1954 : renomado em Energiya Saratov
- 1957 : renomado em Lokomotiv Saratov
- 1962 : renomado em Trud Saratov
- 1963 : renomado em FK Sokol Saratov
- 2005 : renomado em FK Sokol-Saratov
- 2010 : renomado em PFK Sokol Saratov

## Elenco
Nota: Bandeiras indicam equipe nacional, conforme definido pelas regras de elegibilidade da FIFA. Os jogadores podem ter mais de uma nacionalidade não-FIFA.
| N.º |        | Posição | Jogador               |
| --- | ------ | ------- | --------------------- |
|     | Rússia | G       | Daniil Avdyushkin     |
|     | Rússia | G       | Ivan Belyayev         |
|     | Rússia | G       | Artyom Fyodorov       |
|     | Rússia | D       | Andrei Demchenko      |
|     | Rússia | D       | Aleksei Dolya         |
|     | Rússia | D       | Nikita Mankov         |
|     | Rússia | D       | Ivan Mokshin          |
|     | Rússia | D       | Artyom Molodtsov      |
|     | Rússia | D       | Valeri Pavlov         |
|     | Rússia | D       | Aleksandr Stolyarenko |
|     | Rússia | M       | Denis Anisimov        |
|     | Rússia | M       | Dmitri Borisov        |
|     | Rússia | M       | Kirill Burykin        |

| N.º |        | Posição | Jogador                |
| --- | ------ | ------- | ---------------------- |
|     | Rússia | M       | Boris Fartuna          |
|     | Rússia | M       | Ruslan Kabutov         |
|     | Rússia | M       | Anton Krotov           |
|     | Rússia | M       | Ruslan Kul             |
|     | Rússia | M       | Yuri Marin             |
|     | Rússia | M       | Aleksandr Perchenok    |
|     | Rússia | M       | Vasili Pyanchenko      |
|     | Rússia | M       | Anton Zakharov         |
|     | Rússia | M       | Mikhitar Zakharyan     |
|     | Rússia | M       | Mikhail Zemskov]]      |
|     | Rússia | A       | Vladislav Faskhutdinov |
|     | Rússia | A       | Albert Pogosyan        |

### Saiu por empréstimo
Nota: Bandeiras indicam equipe nacional, conforme definido pelas regras de elegibilidade da FIFA. Os jogadores podem ter mais de uma nacionalidade não-FIFA.
| N.º |        | Posição | Jogador                       |
| --- | ------ | ------- | ----------------------------- |
|     | Rússia | G       | Timur Kraykov (para o Kaluga) |

### Classificações
|      | I  | II | III | IV | V | Pts    | J  | V  | E | D  | G.M. | G.S. | Diff. |
| 2009 |    |    | 11  |    |   | 37 pts | 30 | 10 | 7 | 13 | 30   | 41   | -11   |
| 2008 |    |    | 12  |    |   | 41 pts | 34 | 12 | 5 | 17 | 49   | 44   | +5    |
| 2007 |    |    | 12  |    |   | 30 pts | 26 | 9  | 3 | 14 | 22   | 34   | -12   |
| 2002 | 16 |    |     |    |   | 23 pts | 30 | 5  | 8 | 17 | 24   | 45   | -21   |
| 2001 | 8  |    |     |    |   | 41 pts | 30 | 12 | 5 | 13 | 31   | 42   | -11   |

## Títulos
- Liga Nacional: 2000